# 陈叔匡
陳叔匡（6世紀－605年后），字子佐，陳宣帝陈頊第三十四子，母亲是申婕妤。
祯明二年（588年）十一月十一丙子日，陈后主立陳叔匡为太原王。祯明三年（589年），陈朝灭亡，陳叔匡入隋。大业年间为寿光县令。